# Gamnangtar
Gamnangtar (en népalais : गाम्नाङ्गटार) est un comité de développement villageois du Népal situé dans le district d'Okhaldhunga. Au recensement de 2011, il comptait 2 943 habitants.